# Pinkeye
«Pinkeye» es el séptimo episodio de la primera temporada de la serie de televisión animada estadounidense South Park. Se emitió por primera vez en Comedy Central en los Estados Unidos el 29 de octubre de 1997. En el episodio, Kenny muere y revive como un zombi a través de un extraño accidente, aterrorizando a los residentes de South Park que creen que el surgimiento de los muertos vivientes es una epidemia de «conjuntivitis».
El episodio fue escrito por los creadores de la serie Trey Parker y Matt Stone junto con Philip Stark, y fue el primero de una nueva tanda de episodios que Parker y Stone hicieron después de que Comedy Central aceptara retomar el programa a tiempo completo. El dúo no estaba contento con el episodio, particularmente el final, y se sorprendieron por la respuesta positiva que recibió de los fanáticos. Parker dijo que también quería que el episodio transmitiera en parte que Halloween es una festividad positiva para los niños.
«Pinkeye» recibió críticas generalmente positivas y ha sido descrito como uno de los episodios clásicos de South Park. Fue visto en 2,67 millones de hogares cuando se emitió por primera vez, una cantidad inusualmente alta para Comedy Central en ese momento. El episodio presentó al personaje recurrente de la directora Victoria. Cuando Cartman se viste como Adolf Hitler, Victoria le quita el disfraz a Cartman e intenta vestirlo como un fantasma, pero sin darse cuenta hace que Cartman parezca un miembro del Ku Klux Klan. Esto inicialmente preocupó a los ejecutivos de Comedy Central, pero los comentarios negativos recibidos fueron mínimos.

## Argumento
Los niños están esperando el autobús escolar como de costumbre cuando la estación espacial Mir se estrella y mata a Kenny, cuyo cuerpo luego es llevado a la morgue local. Uno de los hombres de la morgue accidentalmente deja abierta una botella de salsa Worcestershire y su contenido se mezcla con el líquido de embalsamamiento, convirtiendo a Kenny en un zombi. Kenny muerde a los dos hombres y se va en medio de la noche.
Al día siguiente, Kenny se reúne con sus amigos, que se disfrazan para un concurso de disfraces de Halloween. Stan está vestido como Raggedy Andy (ya que Wendy iría como Raggedy Ann, formando así un par), Kyle usa una máscara de Chewbacca y Cartman está vestido como Adolf Hitler, para disgusto de Kyle. Un Kenny zombificado luego se une a los chicos, pero no se dan cuenta de que en realidad es un zombi. En la escuela, Kyle se enoja más después de descubrir que todos los demás estudiantes (así como el Sr. Sombrero) también están vestidos como Chewbacca, mientras que el Sr. Garrison está vestido como Marilyn Monroe. Lo peor de todo es que Wendy también está vestida como Chewbacca, a lo que explica que se cambió de vestuario porque se habría visto estúpida como Raggedy Ann, y pensó que Stan se daría cuenta de lo mismo si se disfrazara de Raggedy Andy. Un obstinado Kyle decide hacer un nuevo disfraz para poder ganar el premio, que son dos toneladas de dulces. Tanto Chef (vestido como Evel Knievel) como la directora Victoria se ofenden al ver a Cartman vestido como Hitler, a lo que la directora Victoria decide hacerle un disfraz de «fantasma espeluznante» para reemplazar su disfraz de Hitler, pero el disfraz se parece a un traje del Ku Klux Klan. lo que asusta a Chef. En el concurso de disfraces, que es juzgado por Tina Yothers, Kyle pudo disfrazarse del Sistema Solar para su nuevo disfraz, con la esperanza de ganar el premio. Kenny ganó el segundo lugar por su disfraz de zombi (a pesar de que no es un disfraz en absoluto), y Wendy ganó el primer lugar y las dos toneladas de dulces (a pesar de usar el mismo disfraz que varios otros estudiantes), para gran enfado de Kyle con Tina Yothers. Stan termina ganando la categoría «Peor disfraz» y todos se ríen de él, dejándolo humillado y molesto con Wendy.
Mientras tanto, gracias a Kenny, al forense y su asistente se les diagnostica por error «conjuntivitis», pero se convierten en zombis y andan mordiendo a otras personas, convirtiéndolos también en zombis. De vuelta a casa, Chef, que ve el brote en la televisión, intenta advertir tanto al médico como a la alcaldesa McDaniels (que está teniendo sexo con el oficial Barbrady), pero sus súplicas son ignoradas. Los chicos pueden ir a pedir dulces (con Kyle ahora disfrazado de vampiro), pero no son capaces de notar el brote, incluso cuando Kenny muerde a cada persona que encuentran al ir de puerta en puerta, a lo que deciden abandonarlo después. Llegan a la casa de Chef, a la que Chef se arma con un par de motosierras antes de darse cuenta de los niños y dejarlos entrar. Luego, Chef les dice lo que realmente está sucediendo antes de llevarlos a la morgue para detener el brote. Después de descubrir el número de la línea de atención al cliente en la botella de salsa Worcestershire, los niños y Chef son perseguidos por los zombis (que incluye a un Pip zombificado, a quien Cartman se refiere como un «zombi lima»), y Chef termina convirtiéndose en un zombi disfrazado como Michael Jackson e interpretando su propia versión de «Thriller» con los otros zombis bailando junto a él. Luego, Kyle consigue llamar al número de la línea de atención de la salsa Worcester por teléfono, mientras que Stan y Cartman son capaces de defenderse con motosierras, que usan para matar a los zombis, pero Stan duda en matar a una Wendy zombificada al encontrarse con ella. Después de que Kyle se entera de que tiene que matar al zombi original (después de que la señora de la línea directa se lo dijera complicadamente), descubre que Kenny es el zombi original después de recordar que fue él quien fue llevado a la morgue, y luego mata a Kenny cortándolo por la mitad con una motosierra (a lo que luego exclamó «¡Oh, Dios mío! ¡Maté a Kenny!»). El hechizo se rompe y todos los zombis vuelven a la normalidad. Stan se reconcilia con Wendy y están a punto de besarse, pero él termina vomitando sobre ella, dejándola disgustada.
El episodio termina con los niños de luto en la tumba de Kenny, e inmediatamente deciden irse a casa a comer sus dulces de Halloween y mirar fotos de la madre de Cartman, que está en la portada de una revista pornográfica, para molestia de Cartman a lo largo del episodio, alegando que era joven y necesitaba el dinero; Stan luego le dice que las fotos fueron tomadas hace un mes, lo que enfurece aún más a Cartman. Tan pronto como los niños se van, Kenny vuelve a la vida y emerge de la tumba con el cuerpo cosido, pero una estatua de un ángel cae sobre él, seguida de un avión de línea aérea que se estrella contra él y lo mata una vez más.

## Producción

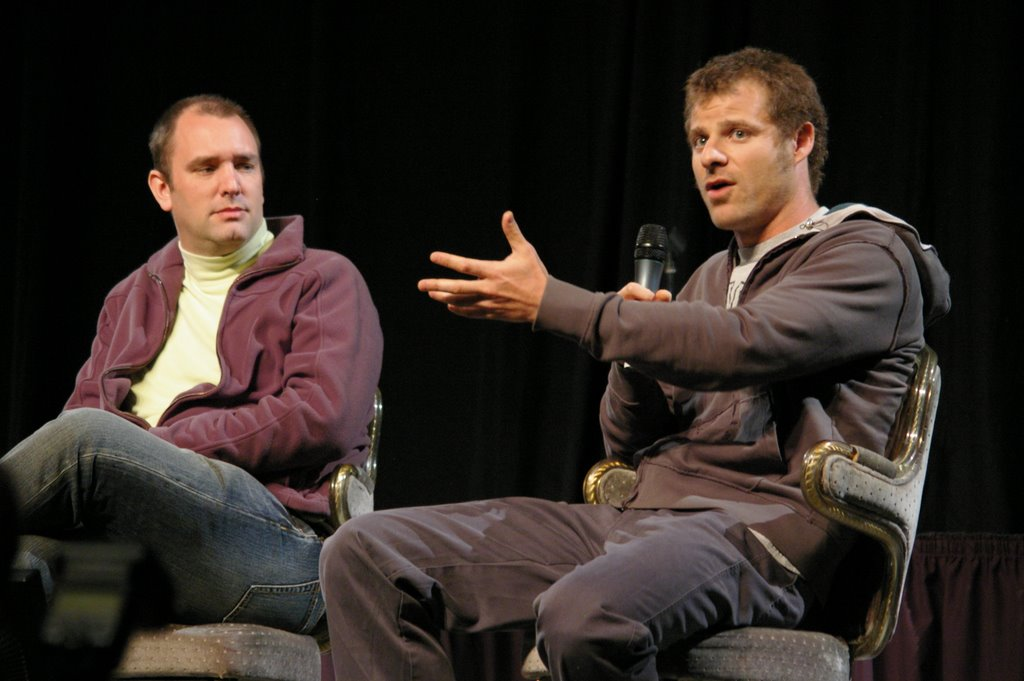
Los cocreadores de South Park Trey Parker y Matt Stone coescribieron y dirigieron «Pinkeye».

Comedy Central ordenó originalmente solo seis episodios de South Park para la ejecución inicial de la primera temporada. Sin embargo, cuando el programa resultó ser un éxito, solicitaron siete más, los primeros de los cuales los creadores Trey Parker y Matt Stone tuvieron que producir rápidamente. «Pinkeye» fue el primero de esos nuevos siete episodios que se produjeron. También fue el primer episodio de South Park de Halloween. El guion fue escrito por Parker, Stone y el escritor Philip Stark, y fue dirigido por Parker y Stone, quienes hicieron de la conjuntivitis un elemento principal de la trama porque asocian la enfermedad con la experiencia de la escuela primaria. Parker dijo: «La conjuntivitis es una parte tan importante de tu vida cuando estás en tercer grado. La conjuntivitis es algo que todos los estudiantes de tercer grado tienen y es algo tan extraño». Al escribir el episodio, Parker dijo que quería transmitir su creencia de que Halloween es una festividad positiva, especialmente para los niños: «Halloween es una gran cosa. Eso era parte de lo que queríamos (decir). Creo que los niños que tienen este tipo de mitología es genial». Originalmente planearon usar Diet Dr Pepper en lugar de salsa Worcestershire, pero no pudieron obtener permiso para usar el nombre Dr Pepper.
«Pinkeye» fue el primer episodio de South Park en presentar una apertura en frío, o una escena de apertura que salta directamente a la historia antes de que se muestren los créditos iniciales. En todos los episodios anteriores, y en la mayoría de los siguientes, el episodio comienza después de los créditos iniciales y sigue un modelo de tres actos, más al estilo de un cortometraje que de un episodio de televisión tradicional. «Pinkeye» fue el primer episodio en el que la muerte de Kenny fue un elemento clave del episodio y un catalizador de la trama, en lugar de una broma desechable. También fue la primera vez que Kenny murió varias veces: una al principio, otra como zombi y otra al final cuando resucita por segunda vez. La sangre que aparece en el episodio fue diseñada deliberadamente para parecer primitiva como una referencia a The Spirit of Christmas, el cortometraje animado de 1995 de Parker y Stone que sirvió como precursor de South Park, en el que se dibujaba la sangre con un marcador Sharpie. Para la escena final, cuando Kenny vuelve a la vida por segunda vez, Parker insertó la música dramática en el último momento con un sintetizador.
Parker y Stone tuvieron problemas para decidir cómo resolver el episodio y devolver la vida a los personajes zombis. Aunque finalmente decidieron que Kyle matara al «zombi principal» para traer de vuelta a los demás, Parker no sintió que la resolución tuviera sentido y la describió como un deus ex machina. Parker dijo sobre el final: «Este fue otro gran episodio de esos en los que estábamos como, “¿Cómo salimos de esta?”». Parker también describió el final del episodio como «un baño de sangre, (que) es lo que debería ser una buena película de zombis». «Pinkeye» fue el ptimer episodio de South Park con el que Parker y Stone se sintieron insatisfechos con una vez que se completó la producción. Parker dijo: «Estábamos bastante desanimados, y pensamos, bueno, vamos a tener un episodio malo que saldrá al aire y, con suerte, no alienará a demasiadas personas, y trataremos de conseguir nuestros televidentes de vuelta para el Día de Acción de Gracias. Pero estábamos totalmente equivocados, a la gente le encantó».
Stone dijo que sintió que el episodio solidificó las principales características encarnadas por el personaje de Chef, particularmente el hecho de que él es uno de los únicos adultos en South Park que siempre entiende la verdad de cualquier situación dada y les cree a los niños casi todo el tiempo. Stone dijo: «Es como si los padres que viven en la ciudad estuvieran todos locos. Los niños son los más cuerdos y Chef es realmente el único en la ciudad que les cree a los niños cuando dicen que (algo) está sucediendo, cuando los niños en realidad tienen razón y es la ciudad la que está loca». «Pinkeye» también fue el primer episodio en el que la madre de Eric Cartman, Liane fue retratada como una mujer promiscua que anteriormente se dedicaba a las drogas y la prostitución, y está dispuesta a participar en sexo pornográfico por dinero; Durante el episodio, se la menciona y aparece en la portada de la revista ficticia para hombres Crack Whore, para gran decepción de su hijo.

## Lanzamiento
Antes de su estreno en Comedy Central, «Pinkeye» se proyectó en el primer Festival anual de Cine de Comedia de Nueva York en la Escuela de Cine de Nueva York el 26 de octubre de 1997. Con alrededor de 50 películas proyectadas en el festival, «Pinkeye» fue elegida como la exhibición final para cerrar el festival. Parker y Stone aparecieron en The Daily Show with Craig Kilborn el 27 de octubre para promocionar el episodio y la primera temporada en general. En su transmisión de televisión estadounidense original, «Pinkeye» recibió una calificación Nielsen de 3,8, lo que significa que el episodio fue visto por alrededor de 1,75 millones de hogares. Los periodistas de televisión dijeron que la calificación era inusualmente alta para los estándares de Comedy Central; la cadena promedia una calificación de 0,6 (276 000 hogares) durante el horario de máxima audiencia, y antes de South Park, la calificación más alta del canal fue de 2,7 (1,24 millones de hogares) para el estreno de la segunda temporada de Absolutely Fabulous. En 2000, el Museo de Televisión y Radio en Beverly Hills, California, celebró un festival de terror de tres meses llamado «Monster in the Box: Horror on Television», que incluyó «Pinkeye» en su selección de episodios de comedia televisiva de terror clásicos o excelentes relacionados. También incluyó el episodio «Munster Masquerade» de The Munsters y el episodio «Treehouse of Horror V» de Los Simpson.
«Pinkeye» se lanzó, junto con otros 11 episodios, en un conjunto de tres DVD en noviembre de 1998. Se incluyó en el segundo volumen, que también incluía los episodios «An Elephant Makes Love to a Pig», «Death» y «Damien». «Pinkeye» también fue uno de los seis episodios incluidos en un VHS de 1998 llamado «South Park Festival Special», que incluía «Mr. Hankey, the Christmas Poo», «Merry Christmas, Charlie Manson!», «Mr. Hankey's Christmas Classics», «Korn's Groovy Pirate Ghost Mystery», y «Starvin' Marvin». El episodio, junto con los otros doce de la primera temporada, también se incluyó en el lanzamiento de DVD «South Park: The Complete First Season», que se lanzó el 12 de noviembre de 2002. Parker y Stone grabaron pistas de comentarios para cada episodio, pero no se incluyeron en los DVD debido a problemas de «estándares» con algunas de las declaraciones. Parker y Stone se negaron a permitir que las pistas fueran editadas y censuradas, así que se lanzaron en un CD separado de los DVD.